# Comté de Berrien (Michigan)
Pour les articles homonymes, voir Berrien et comté de Berrien.
Le comté de Berrien (Berrien County en anglais) se situe au sud-ouest de la péninsule inférieure de l'État du Michigan, sur la rive droite du lac Michigan, à la frontière avec l'État d'Indiana au sud. Son siège est à Saint-Joseph. Selon le recensement de 2000, sa population est de 162 453 habitants.

## Géographie
Le comté a une superficie de 4 096 km2, dont 1 479 km2 en surfaces terrestres.

### Comtés adjacents
- Comté de Van Buren (nord-est)
- Comté de Cass (est)
- Comté de Saint Joseph, Indiana (sud-est)
- Comté de LaPorte, Indiana (sud-ouest)

## Faits divers

### En 2016
Le palais de justice du comté de Berrien à St Joseph (proche de la rive du Lac Michigan), est connu du monde, ce lundi 11 juillet 2016, pour être le lieu d'un vif moment macabre. Un homme armé fit feu sur deux huissiers de justice, décédés par balles. L'homme a également tiré sur un policier, qui survécu. Il fut abattu par les forces de l'ordre, tantôt eut-il failli officier, une tierce, agent policier.